# Continental Division
Die Continental Division war eine Abteilung der Ford Motor Company zum Bau eines Luxusautos im obersten Marktsegment. Sie wurde 1952 eingeführt und 1959 mit der Lincoln Division zusammengelegt, ehe sie nach 1960 ganz aufgegeben wurde. Ihre Continental-Automobile entstanden von 1956 bis 1960. Es gibt keine Beziehung zur Continental Automobile Company von 1933–1934 und deren Muttergesellschaft, der Continental Motors Corporation.

## Der erste Continental

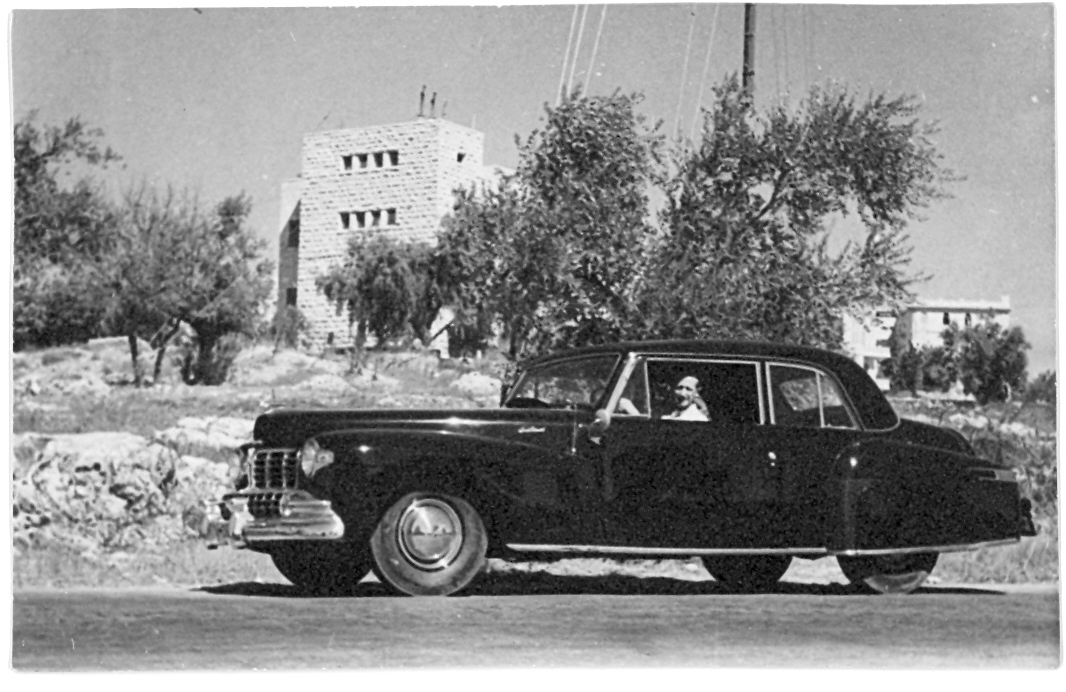
Ein Lincoln Continental der ersten Generation (Facelift 1946) in Jerusalem

Der amerikanische Luxuswagenhersteller Lincoln nutzte den Begriff „Continental“ erstmals 1939 für ein vom Lincoln Zephyr abgeleitetes Cabriolet für Edsel Ford. Die darauf einsetzende Nachfrage führte zu einer Serienproduktion. 1941 wurde mit einem Coupé als Ergänzung eine eigenständige Baureihe oberhalb des Zephyr daraus, mit dem wenigstens teilweise der Wegfall der großen K-Modelle kompensiert werden konnte. Das von Eugene T. Gregorie außergewöhnlich gestaltete Modell wurde schnell als Designikone anerkannt und gehört zu den Klassikern des Vorkriegsdesigns. Bis zur Produktionseinstellung erfolgten zwei eher weniger gut gelungene Facelifts (1942 und 1946) sowie Verbesserungen am Motor. Ein Lincoln Continental von 1941 ist eines von nur zwei Automobilen in der Sammlung des Museum of Modern Arts in New York und wurde zu einem der 100 besten Industriedesigns weltweit (nicht: Automobildesign) gewählt.

## Umfeld
Nach dem Ende des Zweiten Weltkriegs waren in den USA nur noch vier Luxuswagenhersteller übriggeblieben: Cadillac, Lincoln, Chrysler mit dem Imperial und Packard mit dem Patrician. Die Hersteller der beiden letzteren konzentrierten sich mehr auf die gehobene Mittelklasse. Zu dieser Zeit war Cadillac die Messlatte in diesem Marktsegment, und alle anderen hatten Mühe, mitzuhalten.
Bei Ford waren die Probleme besonders groß. Bis in die frühe Nachkriegszeit bestand das Angebot an Personenwagen des Konzerns in den USA aus den drei Marken Ford, Mercury und eben Lincoln für die Luxusklasse. In den Turbulenzen nach Henry Fords Tod 1947 kam der Konzern ins Schlingern. Es gab einen gewaltigen Innovationsstau; Ford verwendete konzernweit noch bis 1948 hintere Querblattfedern, mechanische Bremsen und keinerlei Schalthilfen oder gar ein Automatikgetriebe. Die bis 1948 angebotenen Continental waren stilistisch geringfügig überarbeitet worden; technisch aber befanden sie sich auf Vorkriegsniveau. Der seitengesteuerte 12-Zylinder-V-Motor war zwar geringfügig modifiziert worden; er geht aber auf den Zephyr von 1935 zurück.
Als 1949 konzernweit neue Modelle eingeführt wurden, lag der Fokus naturgemäß nicht auf Nischenprodukten wie dem Continental. Bald zeigte sich, dass auch die Nachfolger Cosmopolitan und Capri die Dominanz von Cadillac nicht zu brechen vermochten. Einige Modelle waren in Hinblick auf Leistung, Größe und Neupreis sogar eher auf die obere Mittelklasse, vor allem auf Oldsmobiles Marktsegment, ausgelegt.
1953 erschienen von gleich vier Konkurrenten neue Luxusmodelle in limitierter Auflage:
Cadillac Eldorado, Buick Skylark, Oldsmobile Fiesta und Packard Caribbean. Ford hatte dem zunächst nichts entgegenzusetzen. Bereits im Jahr zuvor war aber die grundsätzliche Entscheidung gefallen, Gegensteuer zu geben. Die intern eingesetzte Davis-Kommission schlug vor, das Angebot des Konzerns massiv zu erweitern. In der Folge erschienen mehrere neue Modelle und zwei ganz neue Marken: Continental und Edsel.

## Continental Division, Ford Motor Company
Eine Neuauflage des Continental wurde intern mehrfach diskutiert und noch öfter von Enthusiasten von außen angeregt. So erhielt Hermann C. Brunn, Sohn und Mitarbeiter des Gründers von Brunn & Company und Ford-Angestellter seit der Schließung dieses renommierten Betriebs 1941, bereits 1945 den Auftrag, Möglichkeiten für einen neuen Continental auf der Basis des kommenden Lincoln Cosmopolitan auszuloten. Diese Entwürfe waren eine Weiterentwicklung der klassischen Brunn-Karosserien für den Lincoln Modell L und K und umfassten eine ganze Baureihe mit Sedan, Limousine, Landaulet und Cabriolet, wären also eher eine Neuinterpretation als eine Weiterentwicklung des ursprünglichen Continental-Konzepts gewesen. Im folgenden Jahr legte Ford-Designer Robert Döhler weitere Entwürfe vor die ebenfalls vom Cosmopolitan ausgingen. Die Verbindung der strengen Dachlinie mit dessen rundlichem Karosseriekörper "funktionierte" aber nicht. Außer den genannten geschäftlichen Realitäten scheint es auch großen Respekt vor der Aufgabe gegeben zu haben, einen würdigen Nachfolger für das bereits zur Designikone gewordene Vorbild zu finden.
Der Entschluss für den neuen Continental fiel 1951. Das Projekt wurde William Clay Ford Senior in seiner Position als Leiter der Special Products Division unterstellt. William Ford war ein Sohn von Edsel Ford, der jüngere Bruder von Henry Ford II und Enkel von Henry Ford und verfügte zu dieser Zeit bereits über einige Management-Erfahrung. Offiziell wurde die Continental Division zum 1. Juli 1952 eingesetzt. Sie ging aus der Special Products Division hervor; William Ford wurde ihr General Manager. Eigene Räumlichkeiten bezog sie am Oakwood Boulevard in Dearborn (Michigan) südwestlich von Detroit. Von 1300 Lincoln-Vertragshändlern akzeptierten 650 das Angebot, auch den Continental zu verkaufen.

## Entwurf
Chefdesigner für Continental wurde John Reinhart, der erst 1952 von seiner Position als Chefdesigner von Packard zu Ford gewechselt hatte. Unterstützt wurde er vom legendären Designer Gordon Buehrig (1904–1990), der in den 1930er Jahren einige Aufsehen erregende Karosserien für Duesenberg entworfen und mit dem Cord 810 Designgeschichte geschrieben hatte. Weil es dem Team untersagt war, interne Designer und Zeichner anzufordern musste Reinhart Mitarbeiter per Inserat suchen; für eine Aufgabe notabene, welche buchstäblich jeden Ford-Designer inspiriert hätte. So kamen unter anderen Robert McGuffey Thomas und Ray Smith ins Team. Thomas wurde Reinharts Stellvertreter. Beratend war der Designer Raymond H. Dietrich (1904–1980) tätig der für alle klassischen Automobilhersteller Karosserien entworfen hatte und Design-Chef bei Chrysler gewesen war.
Ende 1952 präsentierten Reinhart und William Ford ihre Entwürfe dem Topmanagement. Williams älterer Bruder Henry II lehnte sie als Konzernchef rundweg ab.
In der Folge wurde ein Wettbewerb im Blindwahlverfahren durchgeführt. Vorgeschrieben waren ein Bezug zum Original und eine Coupé- oder Cabriolet-Karosserie. Von jedem Design mussten fünf Ansichten angefertigt werden: Front, Heck, Seite und schräg von vorn resp. hinten. Vorgegeben waren auch die Hintergrundfarbe – und die Farbe des Fahrzeugs selber : Honolulu-Blau, die Lieblingsfarbe von William Ford. Kein Wunder, dass sie auch in der Serienversion erhältlich war. Fünf Teams nahmen an der Endausscheidung teil; eines davon unter Walter Buell Ford II (Schwager von William und Henry II; zwei Entwürfe), Vince Gardner (ein angesehener Designer der bereits mit Buehrig am Cord 810 gearbeitet hatte; 3 Entwürfe), R. Miller / A. Grisinger (2 Entwürfe), George W. Walker (Ford Vizepräsident und Konzern-Designchef ab 1955; 3 Entwürfe) und schließlich Reinharts Special Products Division in einem zweiten Anlauf mit 3 Vorschlägen. Die Entwürfe wurden unsigniert und nicht gekennzeichnet aufgehängt. Jedes Mitglied der Konzernleitung besichtigte sie einzeln und ohne Rücksprachemöglichkeit. Dieses Mal obsiegten William Ford und Reinhart. Der akzeptierte Vorschlag war bereits nah am endgültigen Produkt; die größte Änderung betraf den gerundeten Kofferraum den Reinhart bei seinen beiden anderen Vorschlägen bereits integriert hatte und der nur noch übertragen werden musste.

## Entwicklung
William Ford ging mit Umsicht und großem Respekt vor dem Original ans Werk das sein Vater seinerzeit auf den Weg gebracht hatte. Die erste offizielle Ankündigung des neuen Mark II erfolgte durch William Ford am ersten nationalen Treffen des Continental Owners Club in Greenfield Village (Michigan) Mitte Oktober 1954. Die Aufgaben des Chefingenieurs wurden Harley Copp übertragen.
Ursprünglich sollte das Auto als Cabriolet mit versenkbarem Stahldach erscheinen. Die Kosten dieses mit Lockheed gemeinsam entwickelten Systems erwiesen sich aber als derart hoch, dass dafür um US$ 18'000 oder fast das Dreifache eines Cadillac Eldorado hätte verlangt werden müssen. Um die für das versenkbare Dach entstandenen Kosten wieder hereinzubringen, vermarktete Ford das fertige Dachsystem schließlich von 1957 bis 1959 für den Ford Fairlane 500 Skyliner Retractable, danach wurde es für das Stoffverdeck der folgenden Lincoln- und Continental-Generation umkonstruiert und sogar für den Lincoln Continental 1961–1969 verwendet.
Der Continental Mark II erschien schließlich im Oktober 1955 für das Modelljahr 1956. Er war das zu seiner Zeit teuerste in Serie hergestellte Auto der USA. Das Fahrzeug war prestigeträchtig, brachte dem Unternehmen aber keinen Gewinn. An jedem verkauften Mark II verlor Ford etwa 1000 $. Nach nur etwas mehr als einem Jahr wurde die Produktion des Mark II daher 1957 eingestellt; der anfänglich geplante Ausbau einer ganzen Modellfamilie scheiterte. Drei konventionelle Cabriolets mit Stoffverdeck wurden gebaut, zwei existieren noch. Eines davon wurde nach Werksspezifikationen bei Derham gebaut und diente als Werksprototyp. Das ursprünglich Honolulu-Blau lackierte Fahrzeug ging an William Fords Familie und wurde danach an einen Vizepräsidenten von Ford, Paul Wagner, verkauft. Einige weitere Konversionen hat der Karosseriebauer Hess & Eisenhardt (eigentlich spezialisiert auf Ambulanz- und Bestattungsfahrzeuge, vorwiegend für Cadillac) auf Kundenwunsch vorgenommen. Ein Exemplar wurde, offenbar ohne Werksunterstützung, in Palm Beach (Florida) umgebaut. Sein Verdeck ist höher als jenes der Derham-Version und es hat eine Metallabdeckung unter der es in offenem Zustand verstaut wird.
Die Produktionszeit des Mark II umfasst somit 18 Monate in zwei Modelljahren; Fahrzeuge von 1956 und 1957 weichen nur minimal voneinander ab und lassen sich fast nur anhand der Fahrzeugidentifikationsnummer (VIN) voneinander unterscheiden.
Leider entwickelte sich der Verkauf nach einem kurzen Boom zur Markteinführung geradezu katastrophal. Bis Jahresende 1955 wurden 1251 Mark II verkauft, auf den Rest des Modelljahrs 1956 entfielen gerade noch 56 Fahrzeuge. Im verkürzten Modelljahr 1957 (fünf Monate) kamen noch einmal 447 dazu. Der Break-even lag bei 2500 Fahrzeugen. Bereits im März 1956 begannen die ersten Händler damit, Rabatte auszuschreiben. Continental reagierte auf den daraus zu erwartenden Imageschaden mit wenig Erfolg, indem das Händlernetz ausgedünnt wurde. Den verbliebenen Händlern standen drei Möglichkeiten zur Wahl:
- Kategorie X: Wurde verpflichtet, einen Vorführwagen bereitzuhalten, eine Verkaufsquote einzuhalten und einen Top-Verkäufer zu einem Intensiv-Verkaufskurs nach Dearborn zu schicken;
- Kategorie Y: Wurde nur verpflichtet, einen Vorführwagen bereitzuhalten
- Kategorie Z: musste keine Vorgaben erfüllen

Das Scheitern des Mark II lag nicht am brillanten Fahrzeug oder der Organisation dahinter; wahrscheinlich kam es in der Qualität sogar an den Rolls-Royce heran und war diesem leistungsmäßig bei weitem überlegen. Der Continental Mark II konnte aber kein entsprechendes Image aufbauen. Dass er in der Öffentlichkeit eher als besonders teurer Lincoln wahrgenommen wurde, lag natürlich auch am Vorbild, an dem er sich orientierte. Daran änderte auch eine Konzeption nichts, welche die Kosten zu lange ignorierte. Daraus resultierte ein viel zu hoher Verkaufspreis. Auch dem noch extravaganteren Cadillac Eldorado Brougham (Verkaufspreis 13'074 $!) kann das Scheitern des Mark II nur zum Teil angelastet werden: Als dieser im Dezember 1956 bestellt werden konnte, waren die Mark II-Verkäufe längst eingebrochen. General Motors  wurde mit dessen Verkaufserfolg im Übrigen auch nicht glücklich, zahlte noch mehr Geld pro Auto drauf und unternahm im dritten Modelljahr ähnliche Schritte wie Ford, um einen annähernd realistischen Verkaufspreis erzielen zu können.
Noch hielt man bei Ford an der Marke Continental fest. Alles Übrige wurde in Frage gestellt. So wurde der nächste Continental ein völlig anderes Auto, die Continental Division wurde mit Lincoln für kurze Zeit zur Lincoln-Continental Division zusammengefasst, und der neue Continental entstand auf Fließbändern parallel zum Lincoln.
Für die frei werdenden Fabrikationsanlagen gab es bereits eine neue Verwendung. Auch sie ging auf eine Empfehlung der Davis-Kommission zurück und führte zu einer neuen Mittelklasse-Konzernmarke namens Edsel.

## Der Gigant aus Wixom
Reinhart bemühte sich, das exzellente Grunddesign weiterzuentwickeln und legte entsprechende Entwürfe vor, die auch einen Sedan beinhalteten. Das Management war aber nicht länger gewillt, diese Verluste zu tragen. Auch ein Versuch, Reinharts Design auf den neuen Lincoln zu übertragen wurde abgelehnt. Er verließ den Konzern 1958.

### Produktion bei Lincoln
Von 1958 bis 1960 gab es also weitere Fahrzeuge der Continental Division. Sie hatten nicht mehr die Eigenständigkeit des Mark II, kosteten aber auch "nur" noch ab US$ 6135. Die Continental Mark III, IV und V (jedes Modelljahr von 1958 bis 1960 erhielt seine eigene römische Ziffer) waren besonders hochwertig ausgestattete, sehr teure Versionen zeitgenössischer Lincoln-Fahrzeuge. Präsident und General Manager von Lincoln und Continental war Ben D. Mills. Eine seiner Vorgaben lautete, dass Lincoln und Continental mehr Innenraum bieten mussten als vergleichbare Cadillac. Dieses Ziel wurde nicht zuletzt dank der Bemühungen des Ingenieurs Earle S. MacPherson erreicht.
Dass Continental nun im Werk Wixom (Michigan) gebaut wurden, lag nicht nur daran, dass für den Edsel eigene Produktionsstätten benötigt wurden (anfangs liefen Edsel auf Ford- und Mercury-Bändern); diese Anlagen waren ihrerseits mit der Herstellung von Lincoln und Ford Thunderbird nicht ausgelastet und die zusätzliche Produktion machte auch aus dieser Sicht Sinn. Trotzdem war die Umstellung ein Notprogramm mit dem verschiedene Probleme des Konzerns angegangen werden sollten die weit über das Continental-Debakel hinausreichten. Letztlich hat es Lincoln und Continental wenig geholfen.
Will man die Verkaufszahlen würdigen, muss man berücksichtigen, dass 1958 ein Rezessionsjahr war. Es war auch nicht vorhersehbar gewesen, dass sich der Verkauf von Kompaktwagen, die bisher eine Außenseiterrolle spielten, massiv ausdehnen würde. So verdoppelten sich die Verkaufszahlen für den preisgünstigen Rambler zwischen 1958 und 1959 und auch die Zahlen für Importwagen stiegen steil nach oben, am meisten bei VW und Renault.
Der Einbruch im US-Luxusmarkt war dramatisch:
| Marke                 | Unterschied |
| --------------------- | ----------- |
| Cadillac              | - 13 %      |
| Lincoln & Continental | - 28 %      |
| Imperial              | - 57 %      |
| Packard               | - 49 %      |

### Selbsttragende Bauweise
Der Aufbau der neuen Lincoln und Continental war – für die 1950er-Jahre ungewöhnlich – selbsttragend ausgelegt. Der Grund dafür war nicht nur im Fahrzeug begründet (die selbsttragende Bauweise ermöglicht größere Steifigkeit bei geringerem Gewicht), sondern auch in der Herstellungstechnik. Ford und insbesondere Lincoln hatten Erfahrung mit dieser Bauweise; bereits der Zephyr von 1936 war so konstruiert. Andere Hersteller wie Chrysler (Airflow), Nash oder Hudson hatten sich ebenfalls schon daran versucht. Noch nie aber hatte es ein Fahrzeug von der Größe des Lincoln oder Continental mit dieser Bauart gegeben. Die Probleme mit einem völlig neuen Automobil mit einer in dieser Form nicht erprobten Konstruktion waren beträchtlich. Die Torsionssteifigkeit der Karosserien ohne B-Säule war anfangs völlig ungenügend; ein Prototyp brach auf einer Probefahrt in "hartem" Gelände sogar im Heckbereich durch. Das strukturelle Problem wurde mit steten Verstärkungen angegangen. Eine andere Ursache, ineffiziente Schweißnähte und -punkte, konnte in der Fabrikation zufriedenstellend gelöst werden. Hingegen arbeiteten Ingenieure während der gesamten Produktionsdauer daran, das Fahrzeug leiser und laufruhiger zu machen. Diese Bemühungen führten einerseits zu verminderter Leistung, andererseits aber auch zu einer massiven Gewichtszunahme, welche den Vorteil dieser Konstruktionsweise zunehmend in Frage stellte. Bei einer Zeitvorgabe von nur zwei Jahren war dazu Eile geboten.
Zusammen mit Lincoln stellte auch Continental von 15-Zoll-Rädern auf solche mit 14 Zoll Durchmesser um. Hatte der Kunde beim Mark II noch aus einer eigenen Farbkarte auswählen können, welche 14 Farbtöne enthielt (1957: 18, davon 12 metallisierte), kamen die Continental der dritten Generation in den gleichen Farben wie die Lincoln mit denen sie gemeinsam von den Montagebändern rollten.

### Limousine und Town Car
1959 brachte Continental erstmals wieder eine Chauffeur-Limousine ab Werk auf den Markt. Die Ausführung der Kleinserie wurde der spezialisierten Firma Hess & Eisenhardt in Rossmoyne (Ohio) übertragen die bereits für Cadillac mehrere Show Cars und Kleinserienfahrzeuge gebaut hatte. Als Basis diente der Continental Mark IV Sedan mit B-Säule. Die Umbauten umfassten eine versenkbare Trennscheibe zum Fahrer, noch üppigere Innenausstattung sowie außen ein gepolstertes Vinyldach das auch das hinterste Seitenfenster umschloss sowie ein verkleinertes Heckfenster. Das Auto war nur in schwarz erhältlich, allerdings gab es auch eine Formal Sedan, vom Werk auch wenig passend Town Car, genannte Version ohne Trennscheibe, gedacht war diese für Geschäftsleute die während der Fahrt auch arbeiten wollten. Ein Town Car entspricht in den USA eigentlich dem europäischen Coupé de Ville oder Sedanca, einem Chauffeur-Fahrzeug mit abnehmbarem oder fehlendem vorderen Dachteil.
Die Produktionszahlen waren minimal, was sicher auch an den unerhörten Preisen lag: Die Limousine kostete US$ 10.230, der Formal Sedan US$ 9208. Erstmals wurde damit der Preis des Mark II übertroffen. Dennoch wurden beide Versionen auch 1960, natürlich mit den Anpassungen des Mark V, angeboten. Insgesamt wurden in beiden Jahren zusammen 83 Limousinen und 224 Sedan gebaut.
Eine Mark IV Limousine wurde speziell für den Kanada-Besuch von Königin Elisabeth II. als Landaulet gebaut. Ein reicher Kunde bestellte eine Sonderanfertigung des Town Sedan mit Zweit-Radio und -Klimaanlage im Fond wie in der Limousine und ließ die Karosserie blau lackieren. Auch Königin Juliana der Niederlande und Elvis Presley gehörten zum Kundenkreis.

## Modelle
| Modellbezeichnung    | Karosserieformen                                            | Produktionszeitraum | Exemplare | Bild |
| -------------------- | ----------------------------------------------------------- | ------------------- | --------- | ---- |
| Continental Mark II  | Sports Coupe                                                | 1956–1957           | 1.769     |      |
| Continental Mark III | Landau Hardtop Sedan, Coupé, Cabriolet                      | 1958                | 12.550    |      |
| Continental Mark IV  | Landau Hardtop Sedan, Coupé, Cabriolet, Town Car, Limousine | 1959                | 11.005    |      |
| Continental Mark V   | Landau Hardtop Sedan, Coupé, Cabriolet, Town Car, Limousine | 1960                | 11.086    |      |

### Motoren
Dass der Continental durch Lincoln-Motoren angetrieben wurde, war folgerichtig; dies waren einerseits die leistungsstärksten, welche im Konzern zur Verfügung standen. Andererseits waren sie mit ihrer OHV-Ventilsteuerung auf dem aktuellen Stand der Technik. Eine Eigenentwicklung war aus Kostengründen ausgeschlossen. Der Zukauf eines anderen Triebwerks wäre weder sinnvoll gewesen noch diesem Prestige-Projekt gerecht geworden. Mehr Exklusivität wurde anfangs erreicht durch die beschriebene Auswahl des Motors und die zusätzlichen Tests. Dies endete mit dem Mark III von 1958. Der Mehraufwand war ohnehin nicht zu rechtfertigen; man wollte weder den Lincoln mit quasi "zweitklassigen" Motoren abwerten noch die Produktionsbänder mit zusätzlichen Eingriffen bei einem Teil der Fahrzeuge aufhalten oder komplexer machen. Der wichtigste Grund aber war, dass eine solche Maßnahme eigentlich nicht notwendig war.
Der größte Nachteil der Motoren war ihr auch für US-Verhältnisse dieser Zeit hohe Verbrauch; Continental lagen weit hinten in der entsprechenden Wertung.
| Modelljahr | Modell   | Hubraum cm³ (c.i.) | Verdichtung | Vergaser       | Leistung                    |
| ---------- | -------- | ------------------ | ----------- | -------------- | --------------------------- |
| 1956–1957  | Mark II  | 6040 (368.6)       | 10.0 : 1    | Carter; 4-fach | 300 bhp (224 kW) @ 4800/min |
| 1958       | Mark III | 7040 (429.6)       | 10.5 : 1    | Holley; 4-fach | 375 bhp (280 kW) @ 4800/min |
| 1959       | Mark IV  | 7040 (429.6)       | 8.75 : 1    | Carter; 4-fach | 350 bhp (261 kW) @ 4400/min |
| 1960       | Mark V   | 7040 (429.6)       | 10.1 : 1    | Carter; 2-fach | 315 bhp (235 kW) @ 4100/min |

Für den Mark V gab es optional eine Variante mit 400 bhp (298,3 kW). Dabei dürfte es sich um eine Version des gleichen Motors mit höherer Verdichtung und anderer Vergaseranlage gehandelt haben; bereits der Mark III leistete ja 375 bhp (279,6 kW).

## Das Ende der Marke
Der Ford-Konzern war in den 1950er und frühen 1960er Jahren kein gemütlicher Ort. Nach dem Tod von Edsel Ford 1943 und Henry Ford 1947 war er in massive Schieflage geraten; Henry Ford war gesundheitlich bereits lange zuvor angeschlagen gewesen. Es folgte eine Phase des Aufbruchs. Das Management beabsichtigte, General Motors mit neuen Marken in jedem Preissegment entgegenzutreten. In der Mittelklasse sollte der neue Edsel Mercury helfen. Das misslang weil einerseits die Werbung mehr versprach als das recht konventionell gebaute Auto halten konnte. Überdies wurde sein Styling kontrovers aufgenommen. Außerhalb des eigenen Einflussbereiches lag die Tatsache, dass der Edsel genau zum Zeitpunkt einer kurzen aber heftigen Rezession erschien und sich der Kundengeschmack zum Kompaktwagen orientierte. Die Folge waren Crash-Programme und schnelle Entscheidungen. 1958 wurden Mercury, Edsel, Lincoln und Continental in einer gemeinsamen Division zusammengefasst. Sehr kurzfristig wurde darauf verzichtet, den Edsel 1961 noch einmal anzubieten. Die Folge war die neue Lincoln-Mercury-Division.
Der Continental war also nicht das größte Problem im Konzern: Der Edsel entwickelte sich zum größten Flop in der US-Autoindustrie seit dem Chrysler Airflow von 1934. Im Preissegment des Continental gab es 1956 noch kein Äquivalent von Cadillac; dieses erschien in Form des Cadillac Brougham 1957 mit einer noch aberwitzigeren Preisgestaltung. Während sich Cadillac mit der erstmals verwendeten Luftfederung große Probleme und einen Imageschaden einhandelte – und angeblich US$ 3.500 mit jedem verkauften Brougham verlor – schlug sich der Continental deutlich besser. Hatte der Verlust pro Auto beim Mark II noch rund US$ 1.000 betragen, kam man mit den deutlich tiefer angeschriebenen Mark III bis V in die Gewinnzone.
Der Continental starb weil er nicht mehr unbedingt notwendig war, weil der Konzern massive finanzielle Probleme hatte, weil er letztlich auch ein Opfer von Machtspielen auf der Führungsebene wurde, vor allem aber weil zumindest Mark III bis Mark V vom Publikum zu wenig akzeptiert wurden; beim Mark II war es der Preis gewesen. Es ist nicht ohne Ironie, dass Ford den Schlüssel zu einem erfolgreichen Nachfolger des ersten Continental in der Hand hielt: Den Ford Thunderbird der zweiten Generation. Das Auto hatte alles, was das große Vorbild ausmachte (außer dem noblen Namen) und lag exakt in dem Marktbereich den Lincoln mit seinem zeitlosen Klassiker abdeckte.
In den Wirren um den Untergang der Marken Edsel und Continental stand sogar Lincoln eine Zeit lang zur Disposition. 1961 erschien ein neuer, sehr viel kleinerer Lincoln. Es gab noch ein Modell, genannt Continental, und exakt zwei Varianten: Einen viertürigen Sedan und ein viertüriges Cabriolet. Das Auto war selbsttragend, teilte die Struktur mit dem Ford Thunderbird und erhielt ein Styling, das nicht nur Engels Meisterstück werden sollte, sondern auch als Meilenstein im Autodesign gilt.
Den Namen Continental gab man als Modellbezeichnung an Lincoln zurück. Diese Marke erhielt auch den vierstrahligen Stern des Continental als neues Logo (er ist es heute noch).

## Ford Wixom Assembly Plant

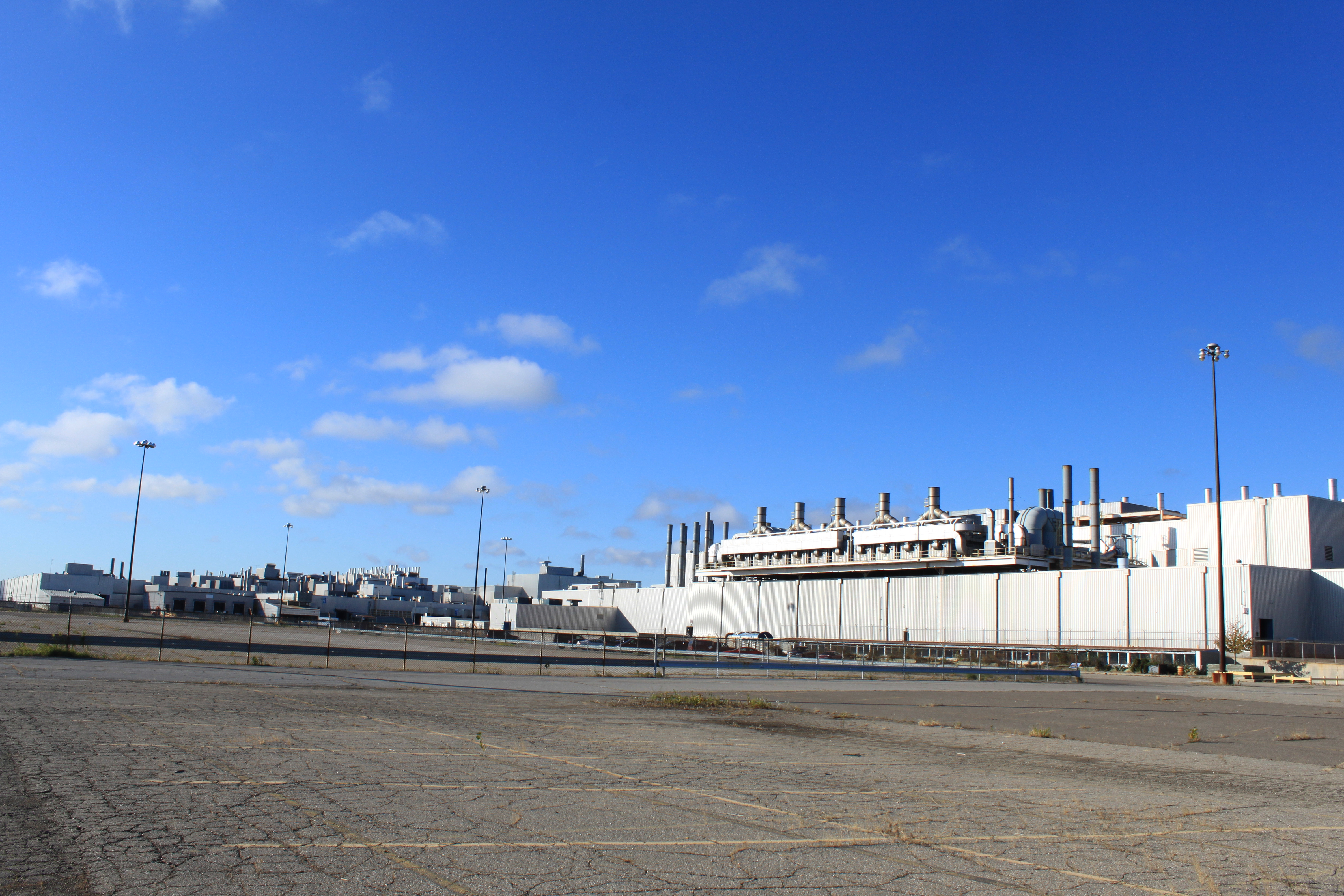
Das Ford Wixom Assembly Plant in Wixom im Oktober 2010

Auch die Nachfolgemodelle von Lincoln waren bis 1969 selbsttragend konstruiert. Das Wixom Assembly Plant an der 28801 South Wixom Road in Wixom wurde 2007 geschlossen, nachdem bis dahin als Produktionsort für verschiedene Lincoln-Modelle, den Thunderbird (bis zu dessen Produktionsende 2005) und den Ford GT (2005–2006) gedient hatte. Seit 2009 gibt es Pläne, es für einen alternativen Energiepark zu nutzen.